# Kostel svatého Mikuláše (Brankovice)
Kostel svatého Mikuláše je římskokatolický chrám v obci Brankovice v okrese Vyškov. Je chráněn jako kulturní památka České republiky.

## Historie
Kostel byl postaven v roce 1714. Chrám má hlavní oltář s obrazem svatého Mikuláše a tři oltáře poboční. Pod kostelem je hrobka.